# سنتر کالج
سنتر کالج (به انگلیسی: Centre College) یک کالج هنرهای آزاد در آمریکا در ایالات متحده آمریکا است که در کنتاکی واقع شده‌است.